# TuKola
tuKola est une marque de cola provenant de Cuba. Le soda est produit par l'entreprise Los Portales et distribué par Ciego Montero, association (coentreprise) du gouvernement de Cuba avec le groupe Nestlé,.

## Création
Ce cola a été créé en réaction à l'embargo américain de Cuba établi en 1962. Dans les années 1980, plusieurs succédanés des deux cola américain (Pepsi-Cola et Coca-Cola) font leur apparition, dont tuKola, qui signifie « ton cola ».

## Commercialisation
Le tuKola a été produit dans les installations de Los Portales à Guane, province de Pinar del Río, jusque dans les années 1980. La production est ensuite reprise par Empresa de Bebidas y Licores de Pinar del Río.
Le cola est vendu en canettes de 355 ml, en bouteilles de 330 ml et en bouteilles en plastique de 1,5 litre.

## Récompenses
- 2002 Expocaribe Award – tuKola Dietética[3]
- 2001 XIX Fihav Award – tuKola Dietética[3]